# Galdakao
Galdakao is een gemeente in de Spaanse provincie Biskaje in de autonome regio Baskenland en behoort tot de agglomeratie van Bilbao. Het gemeentehuis staat in de kern La Cruz.

## Geografie
De gemeente heeft een oppervlakte van 32 km² en telde in 2001 29.544 inwoners. Dit grote inwonersaantal heeft zich vooral in de jaren 1960 en 1970 ontwikkeld door de opkomst van industrie in de vallei van de rivier de Ibaizabal.
Galdakao is onderverdeeld in de volgende kernen:
- Agirre-Aperribai
- Bekea
- La Cruz
- Elejalde
- Gumuzio
- Kurtzea
- Usansolo

Aangrenzende gemeenten zijn Zamudio, Lezama en Larrabetzu in het noorden, Amorebieta-Etxano, Lemoa en Bedia in het oosten, Zaratamo en Zeberio in het zuiden en Etxebarri en Basauri in het westen.
Door de gemeente loopt de A-8, de autosnelweg die Bilbao met het oosten van Baskenland verbindt, waaraan het een aansluiting heeft.

## Taal
In Galdakao wordt het Baskisch door 20 tot 45% van de bevolking gesproken naast het Spaans. Tot 1981 stond de gemeente beter bekend onder de Spaanse benaming Galdácano, die dat jaar officieel gewijzigd werd in het Baskische Galdakao.

## Demografische ontwikkeling

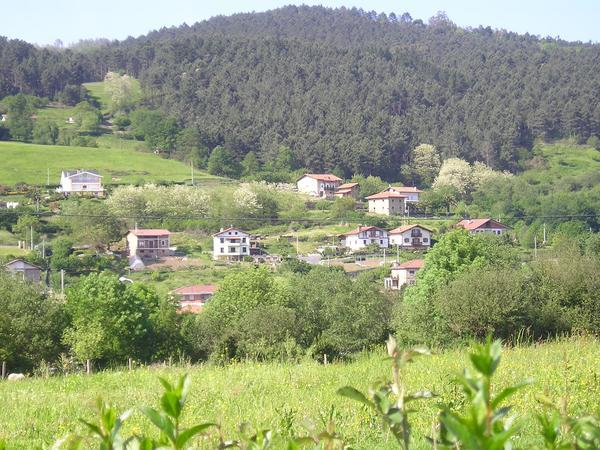
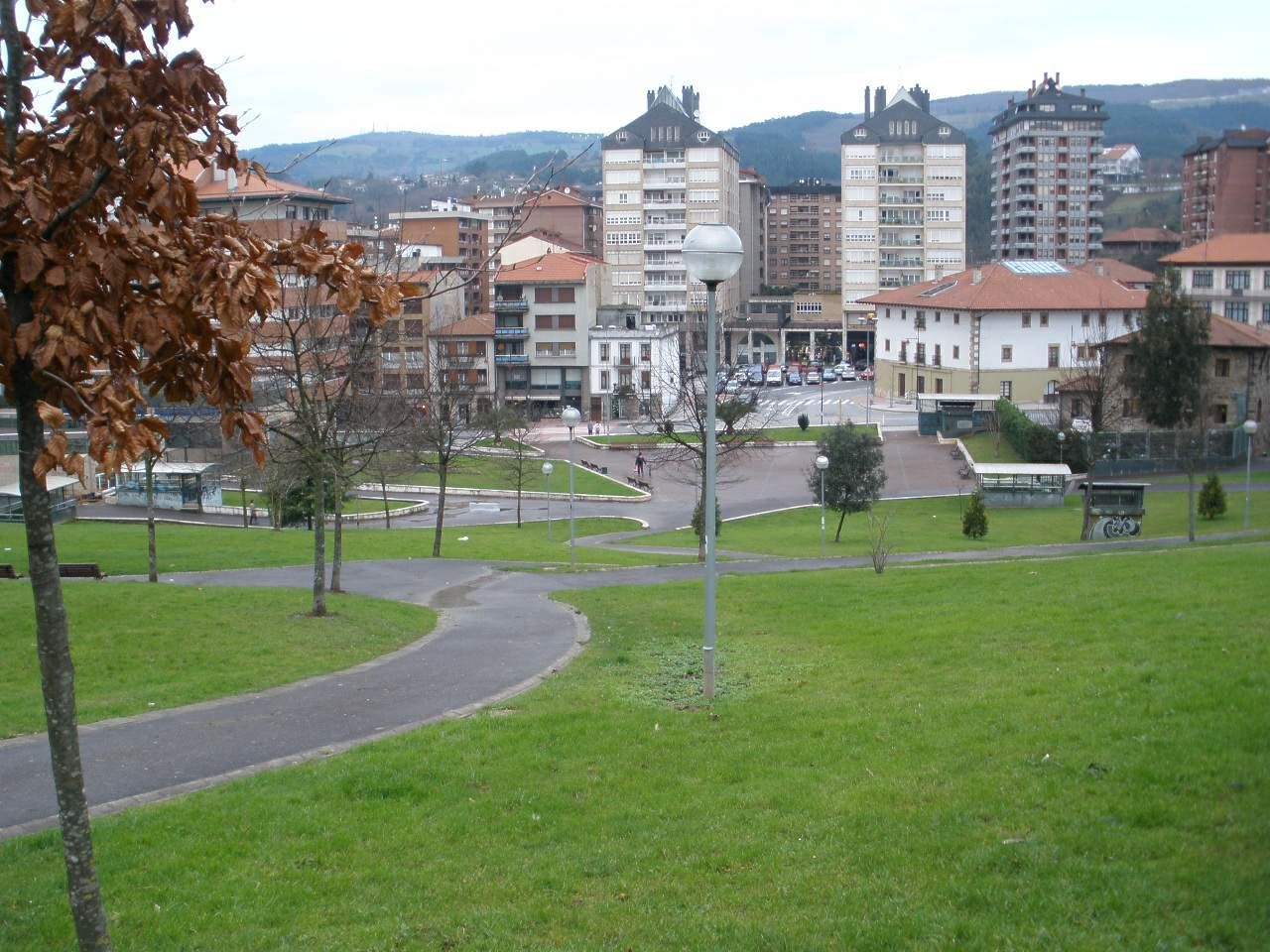
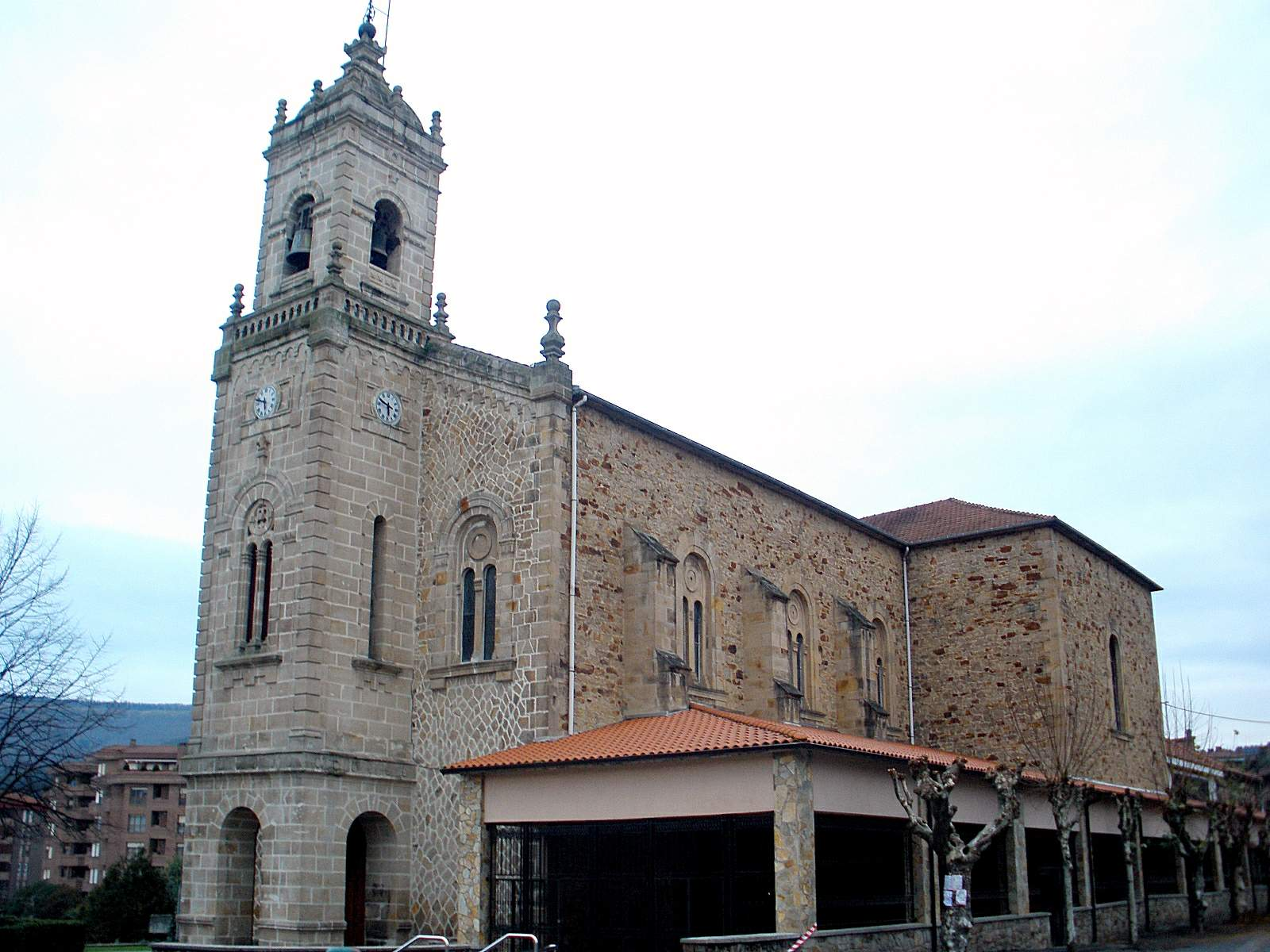
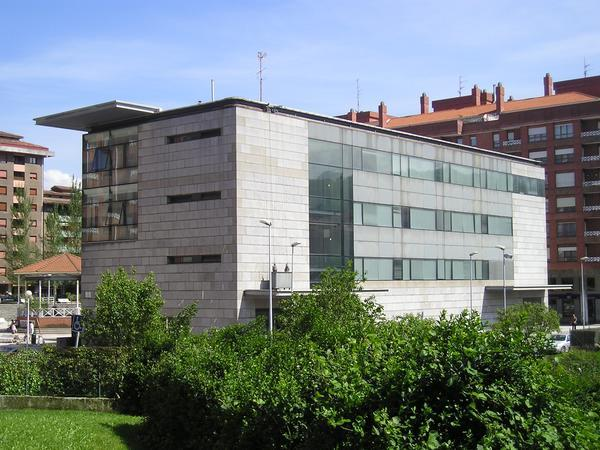

Bron: INE; 1857-2011: volkstellingen

## Geboren
- Ander Barrenetxea (1992), wielrenner

Abadiño · Abanto Zierbena · Ajangiz · Alonsotegi · Amorebieta-Etxano · Amoroto · Arakaldo · Arantzazu · Areatza · Arrankudiaga · Arratzu · Arrieta · Arrigorriaga · Artea · Artzentales · Atxondo · Aulesti · Bakio · Balmaseda · Barakaldo · Barrika · Basauri · Bedia · Berango · Bermeo · Berriatua · Berriz · Bilbao · Busturia · Derio · Dima · Durango · Ea · Elantxobe · Elorrio · Erandio · Ereño · Ermua · Errigoiti · Etxebarri · Etxebarria · Forua · Fruiz · Galdakao · Galdames · Gamiz-Fika · Garai · Gatika · Gautegiz Arteaga · Gernika-Lumo · Getxo · Gizaburuaga · Gordexola · Gorliz · Gueñes · Ibarrangelu · Igorre · Ispaster · Iurreta · Izurtza · Kortezubi · Lanestosa · Larrabetzu · Laukiz · Leioa · Lekeitio · Lemoa · Lemoiz · Lezama · Loiu · Mallabia · Markina-Xemein · Maruri-Jatabe · Mañaria · Mendata · Mendexa · Meñaka · Morga · Mundaka · Mungia · Munitibar-Arbatzegi Gerrikaitz · Murueta · Muskiz · Muxika · Nabarniz · Ondarroa · Urduña · Orozko · Ortuella · Otxandio · Plentzia · Portugalete · Santurtzi · Sestao · Sondika · Sopelana · Sopuerta · Sukarrieta · Trapagaran · Trucios-Turtzioz · Ubide · Ugao-Miraballes · Urduliz · Karrantza · Zaldibar · Zalla · Zamudio · Zaratamo · Zeanuri · Zeberio · Zierbena · Ziortza-Bolibar